# Buried Alive (Sentenced)
Buried Alive è l'unico album live del gruppo musicale finlandese Sentenced.

## Il disco
La performance, registrata al Club Teatria di Oulu il 1º ottobre 2005, è disponibile nei seguenti formati:
- Doppio DVD
- Doppio CD
- Doppio DVD + doppio CD

## Tracce
| DVD Disco 1 Funeral Intro (Adagio) & Credits (2:28) Where Waters Fall Frozen (0:59) May Today Become the Day (4:27) Neverlasting (4:30) Bleed (4:04) The Rain Comes Falling Down (5:55) Ever-Frost (5:15)) Sun Won't Shine (3:57) Dead Moon Rising (5:14) Despair-Ridden Hearts (4:45) Broken (4:15) The Suicider / Excuse Me While I Kill Myself (5:52) The War Ain't Over! (5:21) Nepenthe (4:00) Northern Lights (6:05) The Way I Wanna Go (4:21) Dance on the Graves (Lil' Siztah) (4:53) Noose (4:12) Aika multaa muistot (Everything Is Nothing) (5:02) Farewell (3:51) No One There (8:15) Drown Together (4:37) Cross My Heart and Hope to Die (4:05) Brief Is the Light (4:56) Vengeance Is Mine (4:18) End of the Road (6:03) Funeral Outro (Mourn) & End Credits (3:17) Disco 2 "Home Soil Funeral Procession" documentario Video musicali "Nepenthe" "Noose" "The Suicider" "Killing Me, Killing You" "No One There" "Ever-Frost" "Despair-Ridden Hearts" Galleria fotografica Discografia |  | CD Disco 1 Funeral Intro (Adagio) Where Waters Fall Frozen May Today Become the Day Neverlasting Bleed The Rain Comes Falling Down Ever-Frost Sun Won't Shine Dead Moon Rising Despair-Ridden Hearts Broken The Suicider / Excuse Me While I Kill Myself Disco 2 The War Ain't Over! Nepenthe Northern Lights The Way I Wanna Go Dance on the Graves (Lil' Siztah) Noose Aika multaa muistot (Everything Is Nothing) Farewell No One There Drown Together Cross My Heart and Hope to Die Brief Is the Light Vengeance Is Mine End of the Road |

## Formazione
- Sami Kukkohovi – basso
- Ville Laihiala – voce
- Taneli Jarva - voce
- Sami Lopakka – chitarra ritmica
- Vesa Ranta – batteria
- Miika Tenkula – chitarra solista